# مانيدورف
مانيدورف (بالألمانية: Männedorf) هي إحدى بلديات مقاطعة مايلن في كانتون زيورخ في سويسرا. تبلغ مساحتها 4.78 كيلومتر مربع، ويقدر عدد سكانها بـ 10957 نسمة (حسب تعداد ديسمبر 2017).

## أعلام
- أولريش لوز
- موريس برونر
- بيتر فان إيك
- تيو جيورجيو